# Abondance (race bovine)
Pour les articles homonymes, voir Abondance.
L’abondance est une race bovine française.
Race Haut-savoyarde, elle a un long passé de valorisation des alpages d'altitude grâce à sa rusticité et son aptitude à la marche. La richesse de son lait participe à l'élaboration de plusieurs fromages d'appellation d'origine contrôlée. Sa viande permet aussi une bonne valorisation des veaux et vaches de réforme en boucherie.

## Origine

### Historique
Certains textes la disent descendante d'une population originelle, élevée depuis très longtemps dans cette région. Hélène Viallet évoque une introduction de l'ancêtre de la race par les Burgondes. Philippe J. Dubois, ornithologue, considère cette hypothèse comme folklorique. Les textes des Romains ne décrivent avec précision, ni ne nomment le bétail trouvé dans les Alpes occidentales.
L'organisme de sélection de la race abondance la rattache à la grande famille des races pie rouge des Montagnes. Elle est donc apparentée aux races simmental et montbéliarde.
Au Moyen Âge, les moines des abbayes d'Abondance et Aulps utilisent leur bétail pour défricher leur territoire. Là encore, les textes ne précisent pas le nom de la race, ni son apparence physique.
La race connue actuellement commence à être évoquée au XIXe siècle. Elle est reconnue officiellement en 1894 à La Chapelle d'Abondance, date de création du livre généalogique de la race. 

### Géographique
Elle est élevée depuis longtemps dans le Chablais qui est devenu son berceau. Elle était à l’origine connue sous le nom de « chablaisienne » avant de prendre le nom de la capitale du Chablais français, Abondance.

### Effectifs
Le cheptel français de race abondance s’élève à environ 150 000 têtes, dont 60 000 vaches. C’est, avec 1,1 % du cheptel laitier, la quatrième race laitière de France en effectif contrôlé (23 727 vaches contrôlées en 2020). Elle est surtout présente en  Haute-Savoie (50 % des effectifs) et Savoie (25 %), mais on la trouve dans 21 départements en Rhône-Alpes, Auvergne, dans les Pyrénées et dans les Alpes du Sud. Elle a été exportée dans plusieurs pays, notamment en Amérique (Canada) pour son efficacité à la production de viande en montagne; en Irak, en Afrique (Égypte, ou en Afrique de l’Ouest) où elle a été croisée avec la race Ndama pour améliorer la production laitière.

## Morphologie

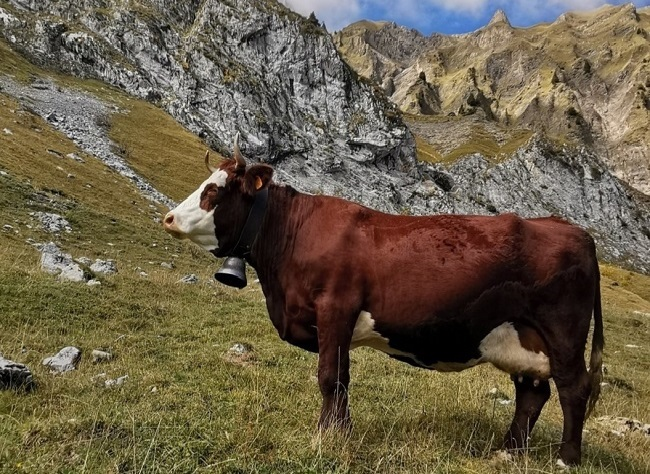
Vache Abondance en alpage.

C’est une vache de moyen format, 1,39 m de hauteur au sacrum et 580 à 680 kg pour les femelles adultes. Elle porte une robe pie rouge acajou. Le blanc est réparti sur la tête (sauf les « lunettes » rouges autour des yeux, qui la protègent du rayonnement solaire), le ventre, les extrémités des pattes et la queue. Au XIXe siècle et au début du XXe siècle, la robe pie ressemblait plus à celle de la montbéliarde. La sélection d'une robe plus couverte a donné l'apparence actuelle.

## Qualités
C’est la vache laitière des milieux difficiles. C’est une excellente marcheuse. Elle est parfaitement adaptée au pâturage, y compris au pâturage d’altitude.
Vache économique, c’est également la vache laitière qui présente la meilleure longévité. A toutes les lactations et dès la première, l’Abondance subit moins de réformes que les autres races laitières.
C’est une race mixte : bonne laitière et une bonne conformation pour la boucherie. Dans des conditions d’exploitation difficile (en montagne, en agriculture biologique, dans des cahiers des charges d'AOP fromagères limitant la production ou restrictifs en matière d’alimentation), la production de lait se situe en moyenne en 2020 à 5 585 kgde lait par lactation en 300 jours (6 524 kg de lait en lactation corrigée). Le taux butyreux se situe en moyenne à 36,4 ‰ (gramme par litre) et le taux protéique à 33,2 ‰ . Le rapport taux butyreux/taux protéique est idéal pour le rendement fromager. Ce lait est à la base de la fabrication de fromages savoyards AOC, le reblochon, l’abondance, la tome des Bauges et le beaufort.
Ces vaches sont appréciées pour leurs qualités d’élevage : rusticité, aptitude à la marche, résistance aux amplitudes thermiques, facilité de vêlage, aptitude à la consommation de fourrages grossiers et longévité.

## Galerie

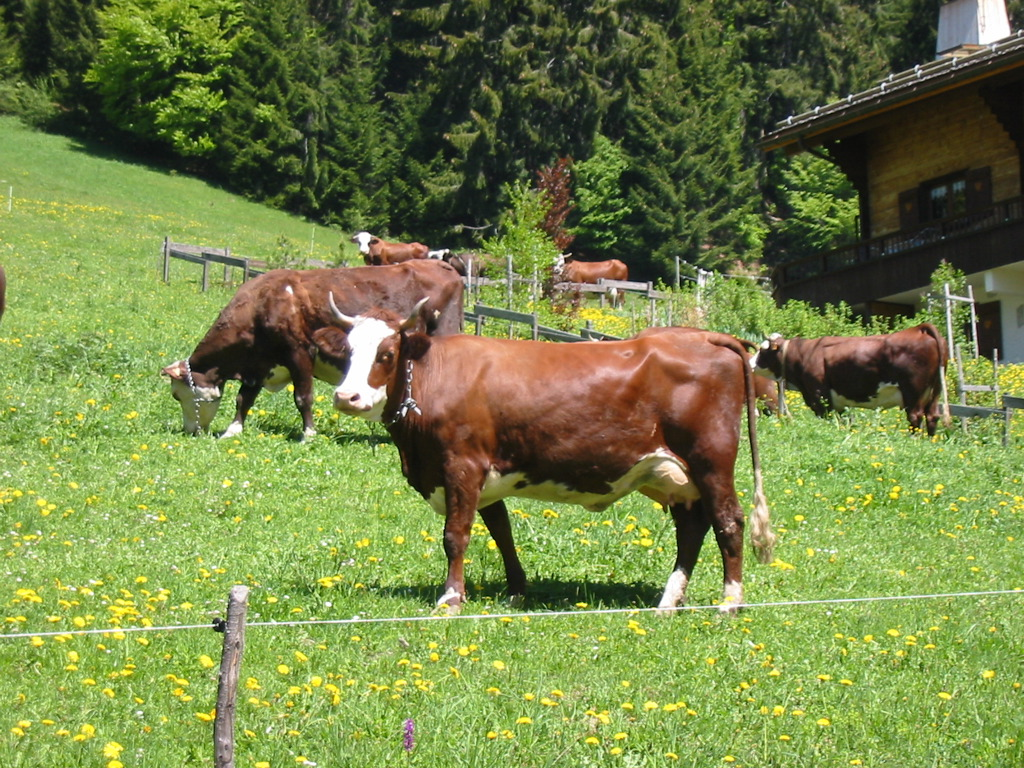
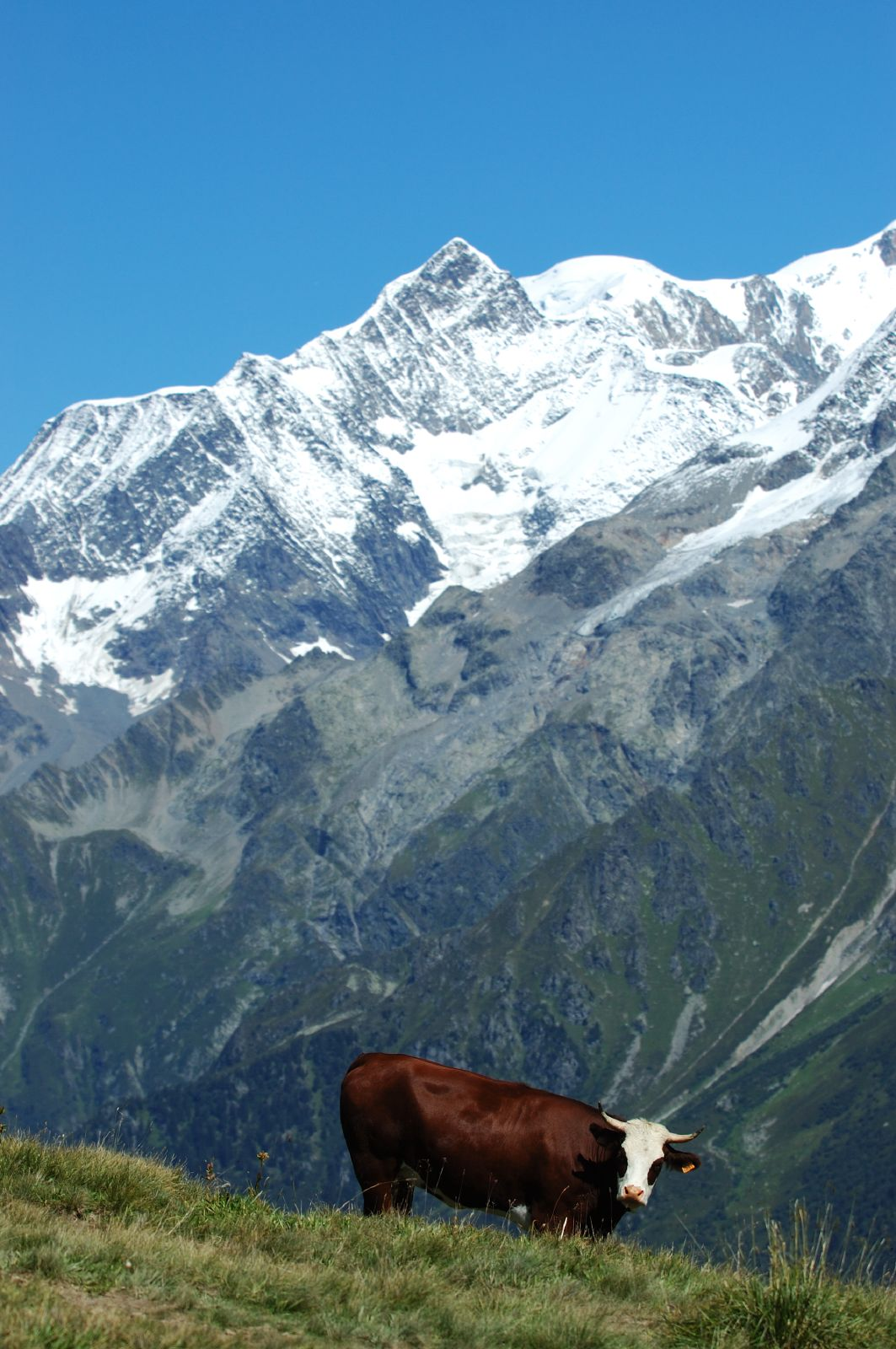
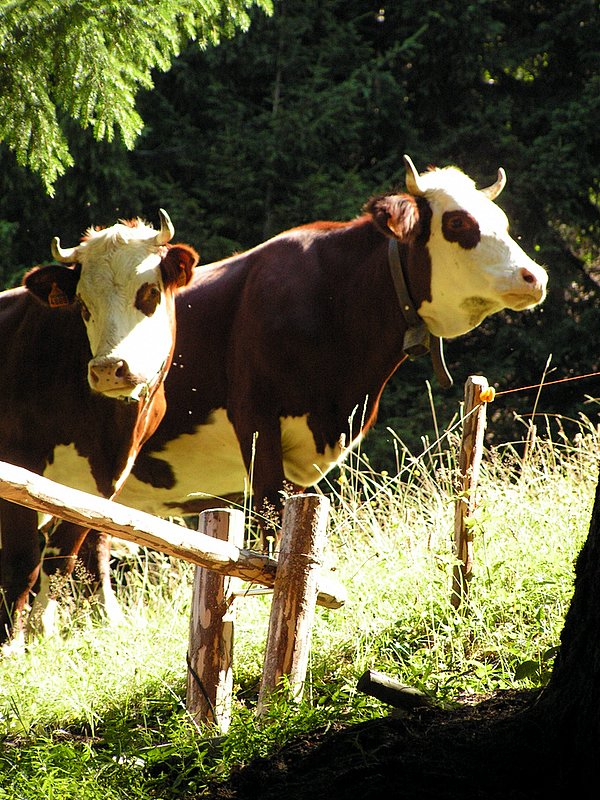
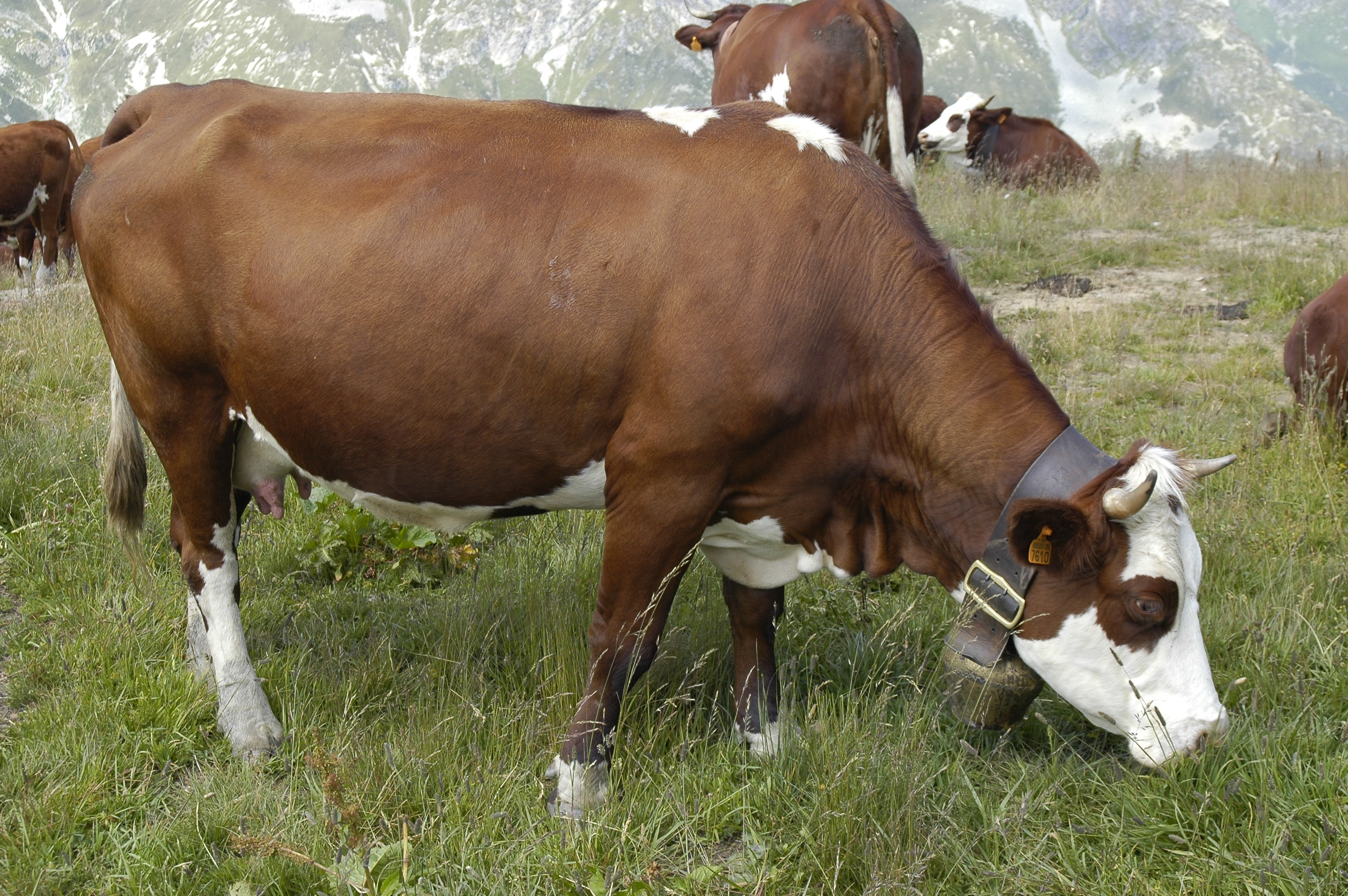

## Sources